# 中国铁路NX17系列平车

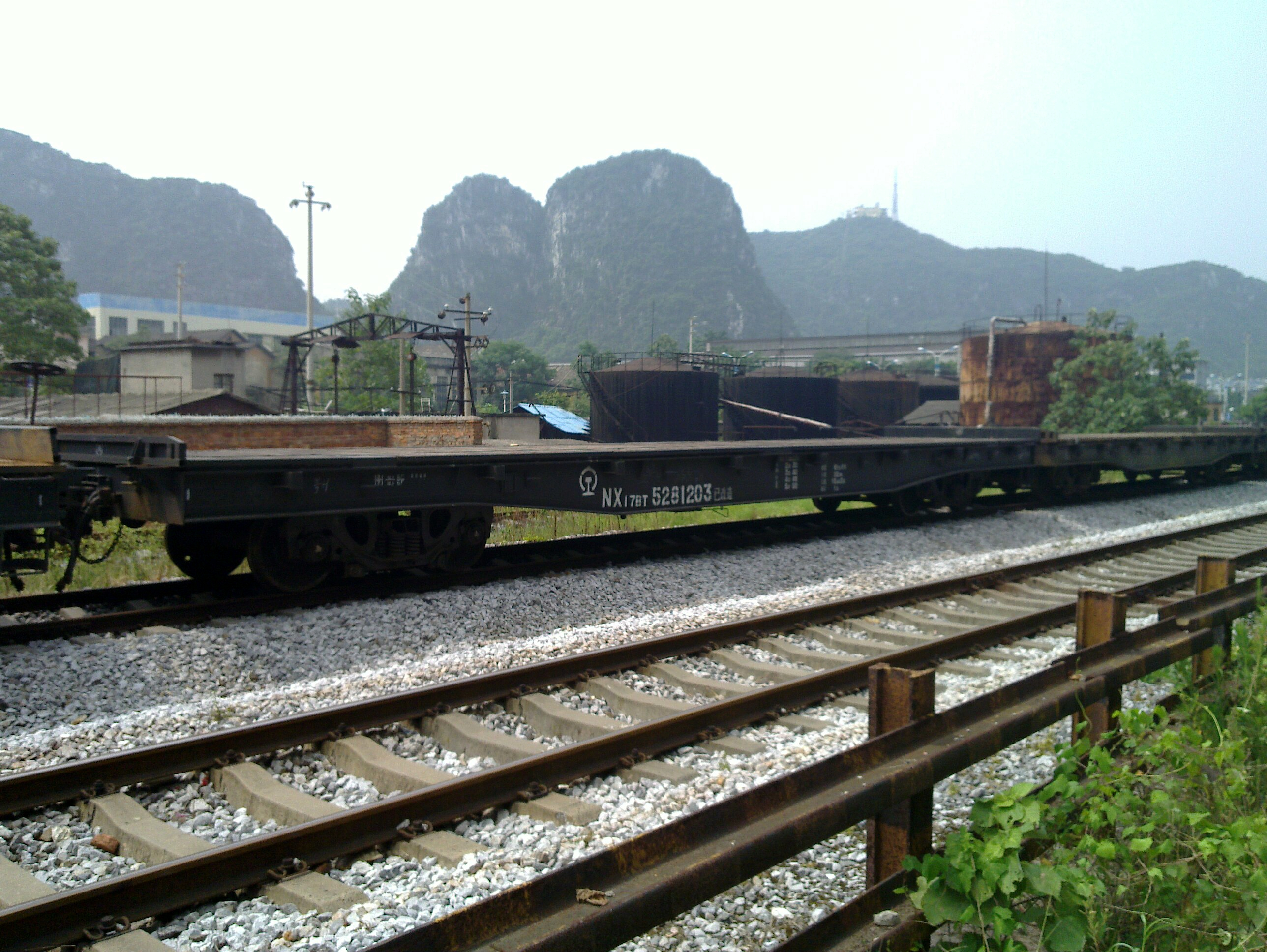
中国铁路NX17系列平车

NX17系列平车是中国铁路为了铁路运输的要求而设计的平车。该车既可运载木材、汽车、钢材以及建材以等货物。但该型平车的主要运输职能是运载集装箱。平车两侧还可以加装侧板来满足运其他货物的需要。目前被广泛的使用。